# 윤조 (가수)
윤조(본명: 신윤조(慎胤祖), 1992년 12월 14일~)는 대한민국의 가수이자 배우이고, 걸 그룹 헬로비너스에서 서브보컬 등을 맡았었다.
하지만, 헬로비너스의 구성원 활약 중에 플레디스 엔터테인먼트와 판타지오 뮤직의 합작 프로젝트가 종료되어 2년 2개월만에 탈퇴하게 되었고, 그로부터 3년 이후 2017년 10월 28일에 KBS 2TV 아이돌 리부팅 프로젝트 더 유닛에 참가해 최종 멤버 4위로 선정되어, 걸 그룹 유니티의 구성원으로 활동했다.

## 학력
- 경기초등학교 (졸업)
- 예원학교 음악학과 (졸업)
- 서울예술고등학교 음악학과 (졸업)
- 건국대학교 영상영화학과 (학사)

## 음반 외 활동

### 예능
- 2012년 5월 16일 ~ 2012년 6월 27일 - MBC 뮤직 비너스의 탄생
- 2012년 9월 16일 ~ 2012년 12월 2일 - KBS 2TV 남자의 자격 패밀리 합창단 편 참가자
- 2013년 2월 12일 ~ 2013년 3월 12일 - SBS MTV 다이어리 시즌3
- 2013년 11월 14일 ~ 2013년 12월 5일 - KBS Joy 헬로비너스의 헬로뷰티스쿨
- 2018년 3월 31일 ~ 2018년 4월 7일 - KBS 2TV 불후의 명곡 - 전설을 노래하다

### 뮤직 비디오
- 2013년 9월 27일 - 계범주 〈Something Special (Feat. Dok2)〉
- 2014년 12월 11일 - 칸토 〈눈보다 먼저 (Feat. 애즈원)〉

### 오디션
- 2017년 10월 28일 ~ 2018년 2월 10일 - KBS 2TV 아이돌 리부팅 프로젝트 더 유닛

## 뮤지컬
- 2020년 몬테크리스토 - 발렌타인 역 (2020.11.17 ~ 2021.3.7 LG아트센터 대극장)